# Heiko Volz
Heiko Volz (* 27. September 1961 in Calw) ist ein deutscher Marketing- und PR-Berater, Dozent, Journalist, Autor, Moderator und Synchronsprecher.

## Leben
Heiko Volz wuchs im Schwarzwald und auf den Fildern auf. 1980 begann er beim Ehapa-Verlag eine Ausbildung zum Verlagskaufmann und absolvierte von 1985 bis 1991 ein berufsbegleitendes Studium in Wirtschaftswerbung und in Marketing an der Württembergischen Verwaltungs- und Wirtschaftsakademie (VWA) in Stuttgart. Bei Ehapa arbeitete er bis 1993, zunächst als Marketingassistent, Produktmanager bis hin zum Marketingleiter und Leiter Neue Produkte. Anschließend war er noch ein Jahr als freier Berater für den Verlag tätig. 1992 war Volz mit der deutschen Adaption des amerikanischen World Wrestling Federation Magazins im deutschsprachigen Raum der Vorreiter der Fernseh-Fanzines, der Begleitzeitschriften zu Fernsehserien. Hier arbeitete er eng mit Sendern wie ARD, RTL oder Pro7 zusammen. Mit Magazinen zu Beverly Hills 90210, Gute Zeiten, schlechte Zeiten und weiteren Titeln erschuf er ein neues Zeitschriftensegment. 1993 war er Gründungsmitglied, Chefredakteur und Marketingleiter von Dino Entertainment. 1995 wechselte er als Verlagsleiter zum OZ Verlag. Von 1998 bis 2002 war er Verlagsleiter der Prinz Verlage in Stuttgart und Frankfurt für den Jahreszeiten Verlag. Neben vielen anderen Publikationen war er an Asterix, Lucky Luke, Micky Maus, Die Simpsons, Star Wars, Garfield, Ritter Rost, der Pferdezeitschrift Wendy und dem Stadtmagazin Prinz beteiligt.
Seit 2002 ist er als freier PR- und Marketingberater, Medienmacher, Moderator, Werbetexter, Redakteur, Journalist und Autor tätig.
1995 begann Volz bei der Lang-Film Medienproduktion als freier Mitarbeiter und Texter in der Konzeption von Werbe-, Industrie- und Lehrfilmen. Nach dem Tod des Äffle-und-Pferdle-Erfinders Armin Lang 1996 schrieb Volz die Geschichten der beiden SWR-Figuren weiter.  Inzwischen wurden über 1800 seiner Äffle & Pferdle-Geschichten und -Sprüche in Büchern, Kalendern und im Internet veröffentlicht. Bereits 1987 entwickelte Volz mit Armin Lang jr. einen Äffle & Pferdle-Comic, der 1990 in Zusammenarbeit mit dem Autor und Illustrator Otto Benz im Ehapa Verlag erschien. Seitdem ist Volz auch für das Marketing und die Öffentlichkeitsarbeit der beiden Figuren zuständig.
Ab 2009 war Volz die offizielle Äffle-Synchronstimme der beiden SWR-Figuren Äffle & Pferdle. Gemeinsam mit Äffle & Pferdle Miterfinder und Pferdle-Stimme Volker Lang trennte sich Volz Mitte 2020 von der Lang Film-Medienproduktion. Als Äffle & Pferdle machen sie weiterhin Live-Auftritte. Ab 2010 trat er auch als Darsteller bei Veranstaltungen im Pferdle-Kostüm auf. Bereits in den 80ern verkörperte Volz für die Egmont-Gruppe in einem Kostüm Walt Disney’s Sport Goofy.
Volz war 2012 an der Konzeption der Zeitschrift „Mein Ländle – die schönsten Seiten Baden-Württembergs“ beteiligt und hatte dort als Kolumnist bis 2018 eine „Äffle und Pferdle“-Seite. Er schrieb Beiträge für die Zeitschriften hi doc – Das MHplus-Magazin für Kinder (Ausgaben 01–03/2011) und „Ritter Rost – Das musikalische Magazin gegen Eisenmangel“ (2008). 2015 bis 2018 moderierte er die wöchentliche Fernsehsendung „Wir in Stuttgart“ bei Regio TV und war Mitarbeiter deren Redaktion. 2016 initiierte und entwickelte Volz mit dem Schokoladenhersteller Ritter Sport eine Äffle & Pferdle Schokolade mit Hafer- und Banane. Es gab zwei limitierte Sonder-Editionen mit 50.000 Tafeln und dann nochmals 100.000 Stück. Beide Sonder-Editionen waren in wenigen Tagen restlos ausverkauft. 2017 gelang es Volz, Äffle & Pferdle nach 16 Jahren Fernsehpause wieder regelmäßig in der Landesschau Baden-Württemberg des SWR zu platzieren. Seit 2017 singt Volz gemeinsam mit Volker Lang und der Schwabenrockband Muggabatschr den Hafer- und Bananenblues von Äffle & Pferdle live auf Konzerten. Beim Deutschen Chorfest Stuttgart 2016 hatten Volz und Lang alias Äffle & Pferdle einen Auftritt auf dem Schlossplatz. Dabei sangen sie mit ihren Äffle & Pferdle-Stimmen Imagine von John Lennon. Ihre Version wurde als Video sogar Klicksieger beim Größten Online-Chor aller Zeiten, einer Aktion des SWR. Anlässlich des 90. Geburtstags von Volker Lang machten Volz und Lang am 7. September 2024 eine letzte gemeinsame Äffle & Pferdle Live-Show in Überlingen am Bodensee.
Gemeinsam mit dem Äffle & Pferdle-Fanclub gelang es Volz 2019 nach einer dreijährigen Diskussion mit der Stadt Stuttgart, dem Land und dem Bund, dass Äffle & Pferdle als Ampelsymbole zusätzlich Ampeln in Stuttgart zieren. Die erste zusätzliche Äffle & Pferdle Ampel wurde im Juli 2022 direkt vor dem Stuttgarter Hauptbahnhof offiziell eingeweiht; weitere folgten. Zum gleichen Zeitpunkt kreiert Volz ein Äffle & Pferdle-Zebrastreifenschild. Fans ließen dieses produzieren und überklebten damit in der Walpurgisnacht verschiedene Zebrastreifenschilder im Kreis Böblingen. Diese wurden vom Ordnungsamt wieder entfernt und für einen guten Zweck der Verkehrswacht versteigert.
2017 übersetzte Volz das Kinderbuch „Die Abenteuer von Pauli Broccoli“ von Birgit Kühn aus dem Amerikanischen ins Deutsche. Volz wurde 2018 die deutsche Synchronstimme von Fernando Avocado, dem mexikanischen Freund von Kinderbuch- und Trickfilmfigur Pauli Broccoli. Im Kinofilm „Laible und Frisch – Do goht dr Doig“ spielte Volz 2017 in einer Gastrolle den Reporter Robert Frei.
Seit 2018 ist Volz Mitglied der Talkrunde des Pop und Trinkkultur-Talks „Comics & Bier“. Diese monatliche Veranstaltung, in der vier Experten über Comics und Bier diskutieren, findet abwechselnd in Stuttgart und Böblingen live vor Publikum statt. Dazu gibt es das wöchentliche Online-Format „Comics & Bier Doppelbook“, das montags auf YouTube erscheint.
Er unterrichtete an einer Leonberger und Stuttgarter Kung-Fu-Schule, an der Jugendkunstschule in Fellbach und ist seit 2007 Dozent der Akademie der media in Stuttgart für Moderation, Konversation und Rhetorik. Als Kommunikations-, Motivations- und Management-Coach ist er für Incentive- und Event-Agenturen sowie Unternehmensberater tätig.
Volz ist seit 2010 sporadisch als Pressesprecher, Reporter und Moderator für das Internationale Trickfilm-Festival Stuttgart (ITFS) tätig. Als freier Redakteur und Reporter produzierte Volz 2020 bis 2021 TV-Berichte für die Nachrichtenagentur 7aktuell.de. Seit 2020 ist er Pressesprecher der Neckar-Personen-Schiffahrt Berta Epple. Als Darsteller verkörpert er auch den Neckar-Käptn sowie den Piraten Neckarschreck im Kinderferienprogramm, einem interaktiven Theaterstück. Jedes Jahr gibt es eine neue Geschichte, die Volz selbst schreibt.
2021 ist Volz als Sprecher verschiedener Rollen im Hörspiel „Der neue Bahnhof isch fertig“ zu hören. Mit „Martha Möwes Weihnachtsgeschenk“ als erstes Buch einer neuen Serie, debütierte Volz 2021 als Kinderbuchautor. 2024 folgte mit „Der schüchterne Uwe“ eine neue Serie im Molino Verlag.
2022 spielt er die Hauptrolle in der vierteiligen Videoserie „Der 60-Jährige, der in den Tunnel stieg und verstand“. Seit 2021 moderiert Volz das „Autorentreffen & Büchertausch“. Hier trifft er sich regelmäßig mit Autoren im Buchcafe einer Stuttgarter Buchhandlung und spricht über aktuelle Buchprojekte. Ein kurzes Video darüber ist anschließend auf Instagram zu sehen.
2022 agiert er in dem Musikvideo „Leinen los!“ des Rappers Izzwo als Pirat. Seit 2023 ist Volz im Online-Talk-Format „Whisky & Film“ auf Youtube zu sehen. Hier diskutieren wöchentlich vier Experten über Kultfilme und Whiskysorten in unterschiedlichen Locations.Whisky und Film auf YouTube Seit 2024 ist er Kultur-Redakteur bei der Stuttgarter Online Zeitung Stuttgart Inside App, wo er seine Kolumne „Heikos Kulturblog“ betreibt. 2024 spricht Volz den bösen, französischen Piraten Admiral Melac im Hörspiel „Der Ring des Piraten“ von Bernd Kohlhepp.
Volz lebt und arbeitet seit 1994 in Stuttgart. Seine Publikationen erscheinen beim SWR, im Thienemann Esslinger Verlag, Silberburg Verlag, Theiss Verlag, Groh Verlag, Blue Ocean Entertainment Verlag, Edition Wildermuth, Molino Verlag, Körner Medien und Terzio/Carlsen Verlag (als Mitautor 2008: Story im Magazin „Ritter Rost“; 2014: Das große Ritter Rost Buch). Er engagiert sich aktiv für gemeinnützige Organisationen und Leseförderung.

## Veröffentlichungen (Auswahl)
- Das isch, was man haben muuß!: Äffle & Pferdle. (Illustrator: Roman Lang), Thienemann-Esslinger Verlag, Stuttgart 2011, ISBN 978-3-480-22927-7.
- Mir könnet alles – au Schwäbisch!: Äffle & Pferdle. (Illustrator: Roman Lang), Thienemann-Esslinger Verlag, Stuttgart 2012, ISBN 978-3-480-23015-0.
- Zusamma isch's oifach scheener!: Äffle & Pferdle. (Illustrator: Roman Lang), Thienemann-Esslinger Verlag, Stuttgart 2013, ISBN 978-3-480-23103-4. (Neuauflage 2018, ISBN 978-3-480-23489-9)
- A luschtigs Sprüchle für jede Woch: Äffle & Pferdle. (Illustrator: Roman Lang), Thienemann-Esslinger Verlag, Stuttgart 2014, ISBN 978-3-480-23194-2.
- Zwoi wie mir!: Äffle & Pferdle. (Illustration: Roman Lang), Thienemann-Esslinger Verlag, Stuttgart 2015, ISBN 978-3-480-23257-4.
- Lacha isch gsund!: Äffle & Pferdle. (Illustration: Roman Lang), Thienemann-Esslinger Verlag, Stuttgart 2015, ISBN 978-3-480-23255-0.
- A subber luschtigs Sprüchle für jede Woch! Äffle & Pferdle. (Illustrator: Roman Lang), Thienemann-Esslinger Verlag, Stuttgart 2016, ISBN 978-3-480-23329-8.
- Spaß muss sei! Äffle & Pferdle. (Illustrator: Roman Lang), Thienemann-Esslinger Verlag, Stuttgart 2017, ISBN 978-3-480-23330-4.
- Älles Gute! Äffle & Pferdle. (Illustrator: Roman Lang), Thienemann-Esslinger Verlag, Stuttgart 2017, ISBN 978-3-480-23384-7.
- Mir könnet alles – au Schwäbisch!: Äffle & Pferdle. (Illustrator: Roman Lang), Thienemann-Esslinger Verlag, Stuttgart 2018, ISBN 978-3-480-23488-2.
- A scheene Bescherung! Äffle & Pferdle. (Illustrator: Roman Lang), Thienemann-Esslinger Verlag, Stuttgart 2019, ISBN 978-3-480-23549-0.
- 55 Gründe, Stuttgart trotzdem zu lieben. Denkwürdige Geschichten aus dem Leben eines Eingeborenen. Lustiges und Skurriles, selbst erlebt. (Illustration: Sibylle Mayer), Silberburg Verlag, Tübingen 2020, ISBN 978-3-8425-2332-6.
- Martha Möwes Weihnachtsgeschenk. Eine lustige Geschichte in 24 Kapiteln für die Adventszeit. (Illustrationen: Sibylle Mayer), Edition Wildermuth – Verlag für Kunst und Design, Neuhausen 2021, ISBN 978-3-9823271-1-2.
- Das isch, was man haben muuß! Äffle & Pferdle. (Illustrator: Roman Lang), Thienemann-Esslinger Verlag, Stuttgart 2022, ISBN 978-3-480-23810-1.
- A scheene Bescherung! Äffle & Pferdle. (Illustrator: Roman Lang), Thienemann-Esslinger Verlag, Stuttgart 2023, ISBN 978-3-480-23872-9.
- Der schüchterne Uwe. (Das Mutmachbuch aus dem Schwarzwald; Illustratorin: Isabell Löwe), Molino Verlag, Sindelfingen 2024, ISBN 978-3-948696-60-3.
- Uwe und die verschwundenen Dinge. (Kinderbuch aus dem Schwarzwald zu den Themen Konzentration und Träumerei; Illustratorin: Isabell Löwe), Molino Verlag, Sindelfingen 2025, ISBN 978-3-948696-95-5.
- Martha Möwe auf Schatzsuche (Illustratorin: Sibylle Mayer), Oberstebrink Verlag, Freiburg 2025, ISBN 978-3-96304-050-4.
- Weihnachten mit Martha Möwe (Illustratorin: Sibylle Mayer), Oberstebrink Verlag, Freiburg 2025, ISBN 978-3-96304-051-1.

Periodika
- SWR Äffle & Pferdle Kalender. (Illustration: Roman Lang), Südwestrundfunk, Stuttgart; seit 2006.
- Äffle & Pferdle Familienkalender. (Illustration: Roman Lang), Lang-Film Medienproduktion, Stuttgart; seit 2009.
- Der Pferdle & Äffle Kalender. (Illustration: Roman Lang), Theiss Verlag, Stuttgart, seit 1999.